# Ванг Цунгјуен
Ванг Цунгјуен (пинј. Wang Zongyuan, 24. октобар 2001) елитни је кинески скакач у воду.
Као сениор на светској сцени је дебитовао на Светском првенству 2019. у јужнокорејском Квангџуу, где се такмичио у дисциплини скокови са даске 1 метар. Цунгјуен је имао убедљиво најбоље оцене и током квалификација и у финалу и са укупно 440,25 бодова у финалу освојио је златну медаљу и титулу светског првака.